# Jona Mues
Jona Mues (* 7. April 1981 in Hamburg) ist ein deutscher Schauspieler und Hörspielsprecher.

## Leben
Mues wurde als zweiter Sohn der Lehrerin Sibylle Mues und des Schauspielers Dietmar Mues in Hamburg geboren. Er hat einen älteren Bruder, Wanja Mues, und einen jüngeren, Woody. Jona Mues besuchte zunächst das Gymnasium Corveystraße und von 2004 bis 2008 die Hochschule für Musik und Theater Hannover.
Seit der Spielzeit 2009/2010 ist Mues Ensemblemitglied des Theaters Koblenz. Neben der Schauspielerei ist er auch als Hörbuch- und Hörspielsprecher tätig. 
Für "Sansaria - Träume der Finsternis" wurde Mues mit dem Deutschen Hörbuchpreis 2023 in der Kategorie Kinderhörbücher ausgezeichnet.

## Rollenauswahl

### Film
- 1998: Der Hund aus der Elbe
- 1999: Mein Freund, seine Mutter und die Elbe (Kurzfilm)
- 2002: Die Katze von Altona (Kurzfilm)
- 2003: Vergissmeinnicht (Kurzfilm)
- 2004: Am Ende des Tages (Kurzfilm)
- 2004: Angekommen (Kurzfilm)
- 2004: Chain Reaction Massacre (Kurzfilm)
- 2004: Examen (Kurzfilm)
- 2005: Die Begegnung (Kurzfilm)
- 2005: Das Vermächtnis der Cherusker
- 2007: Fleisch ist mein Gemüse
- 2008: Der Baader Meinhof Komplex

### Fernsehen
- 1987: Jokehnen
- 1995: Ärztin im Zwielicht
- 1995: Hallo, Onkel Doc! – Große Lügen
- 1996: Freunde wie wir
- 1998: Doppelter Einsatz
- 1999: Das Alibi
- 1999: Adelheid und ihre Mörder
- 2000: Die Cleveren – Der Messias
- 2000: Gefährliche Nachrichten
- 2000: Großstadtrevier – Verdammtes Glück
- 2001: Alarm für Cobra 11 – Die Autobahnpolizei – Vater und Sohn
- 2001: Eine öffentliche Affäre
- 2002: Absolut das Leben
- 2002: Im Namen des Gesetzes – Doppelleben
- 2003: Alarm für Cobra 11 – Die Autobahnpolizei – Falsche Freundschaft
- 2003: Ein Fall für zwei
- 2003: Küssen verboten, Baggern erlaubt
- 2004: Tatort – Todes-Bande
- 2003: Wirsing mit Stäbchen
- 2004: Pommery und Hochzeitstorte
- 2005: Tatort – Schürfwunden
- 2005: Abschnitt 40
- 2005: girl friends – Freundschaft mit Herz
- 2006: Doktor Martin
- 2006: Die Rettungsflieger
- 2006: Willkommen in Lüsgraf
- 2007: Elvis und der Kommissar – Das Mädchen mit dem blonden Haar
- 2007, 2016: SOKO Köln
- 2014: Mord in Aschberg

### Theater
- 2004: Berlin Alexanderplatz, Niedersächsisches Staatstheater Hannover (Chor)
- 2006: Maria Stuart, Studiotheater Hannover (Mortimer)
- 2006: Wahnfried – ein deutsches Stammlokal, RuhrTriennale Bochum (Bruckner, Wieland Wagner, Geist)
- 2006: Ein Sommernachtstraum, Theater der Altmark-Stendal (Flaut, Thisby, Motte)
- 2007: Howie the Rookie, Studiotheater Hannover (Rookie)
- 2008: Der Kaufmann von Venedig, Schauspielhaus Zürich (Lorenzo)
- 2009: Der Revisor, Theater Koblenz (Chlestakow)
- 2009: Jeff Koons, Theater Koblenz (diverse Rollen)
- 2010: Dantons Tod, Theater Koblenz (Robespierre)
- 2010: Das Käthchen von Heilbronn, Theater Koblenz (Friedrich Wetter)
- 2010: König Drosselbart, Theater Koblenz (Hauptmann, Herzog, Küchengehilfe)
- 2011: König Ödipus, Theater Koblenz (Priester)
- 2011: Macbeth, Theater Koblenz (Macbeth)
- 2012: Der Widerspenstigen Zähmung, Kurfürstliches Schloss Koblenz Schlossgarten (Hortensio/Magister)
- 2012/2013: Alle sechzehn Jahre im Sommer, Theater Koblenz (Hans-Helge Bousset / Juan-Pablo)
- 2013: Die Räuber, Theater Koblenz (Franz)
- 2013: Die Physiker, Theater Koblenz (Möbius)
- 2013: Die Dreigroschenoper, Theater Koblenz (Trauerweidenwalter)
- 2013: Faust, Theater Koblenz (Mephisto)

### Hörbücher
- 2009: Als ich ein Kunstwerk war von Eric-Emmanuel Schmitt, Berlin: Der Audio Verlag
- 2009: Die Templer – Der Hüter des Grals von Michael P. Spradlin, Hamburg: Verlagsgruppe Oetinger
- 2009: Die Templer – Die dunkle Verschwörung von Michael P. Spradlin, Hamburg: Verlagsgruppe Oetinger
- 2009: Beast Quest von Adam Blade, Hamburg: Audiolino
- 2012: Die Chroniken von Avantia von Adam Blade, Hamburg: Audiolino
- 2014: Dead Eyes - Der Fluch der Maske von Chris Priestley, Hamburg: Audiolino
- 2016: Düsterbusch City Lights von Alexander Kühne, Berlin: der Audio Verlag
- 2017: Die Abenteuer des Apollo – Das verborgene Orakel von Rick Riordan, Übersetzung durch Gabriele Haefs, Silberfisch Verlag
- 2018: Abenteuer des Apollo – Die dunkle Prophezeiung von Rick Riordan, Übersetzung durch Gabriele Haefs, Silberfisch Verlag
- 2018: Drachenerwachen von Valija Zinck, Argon Verlag, Berlin
- 2019: Drachenleuchten von Valika Zinck, Argon Verlag, Berlin
- 2019: Die Abenteuer des Apollo – Das brennende Labyrinth von Rick Riordan, Übersetzung durch Gabriele Haefs, Silberfisch Verlag
- 2022: Akte Nordsee - Am dunklen Wasser von Eva Almstädt, Lübbe Audio
- 2024: Dänische Dunkelheit von Jonas W. Bentsen, Thalia Verlag

## Hörspiele und Features
- 2008: Elke Suhr: Hoffentlich wirst Du von Gottes Hand beschützt – Regie: Hermann Theißen (Radio-Feature – NDR/DLF)
- 2014: Ferdinand von Schirach: Der Fall Collini – Regie: Uwe Schareck (Hörspiel – WDR)